# Ernst Schwarz (zoológus)
Ernst Schwarz (Frankfurt am Main, 1889. december 1. – Bethesda, Maryland, 1962. szeptember 23.) német zoológus, az emberszabású majmok szakértője. Zoológiai szakmunkákban nevének rövidítése: „Schwarz”.

## Élete
Frankfurt am Mainban született és Münchenben tanult zoológiát. A frankfurti Természetrajzi Múzeumban, majd a berlini Állattani Múzeumban dolgozott. 1926-ban részt vett a Német Emlőstudományi Társaság megalapításában. 1929-ben a Greifswaldi Egyetem zoológia professzora lett. 1933-ban Londonba vándorolt ki, ahol a Természetrajzi Múzeumban kapott állást. Itt dolgozott négy évig. Ezután az Amerikai Egyesült Államokba költözött, ahol több intézetben is kutatóként dolgozott. Szakterülete az emberszabású majmokkal kapcsolatos kutatás volt. Gyakran javára írják, hogy 1928-ban felfedezte a bonobó majomfajt.
Schwarz számos emberszabású majomfajt és alfajt írt le. Mégis, ezeknek a neveknek jó része ma már nincs használatban. Például, a bonobót a csimpánz egy alfajaként (Pan satyrus paniscus) osztályozta. Ezt az emberszabású majomfajt Harold Jefferson Coolidge 1933-ban önálló fajként osztályozta. Schwarz a következőképpen jellemezte a bonobót: „Ez egy igazi törpe. Rendelkezik az alsó Kongó-folyó jobb partján élő Pan s. satyrus összes jellegzetességével, ugyanakkor megtartotta a fiatalság összes jellemzőjét: kis testméretet, kiugró homlokot, kis szemöldökíveket, kerek hátsó koponyát barázdák és kiugrások nélkül”. 
A nyugati-parti csimpánz 1934-es leírását szintén Schwarz publikálta, aki még akkor is Pan satyrus verusnak nevezte.

## Fordítás
- Ez a szócikk részben vagy egészben a Ernst Schwarz című angol Wikipédia-szócikk ezen változatának fordításán alapul.  Az eredeti cikk szerkesztőit annak laptörténete sorolja fel. Ez a jelzés csupán a megfogalmazás eredetét és a szerzői jogokat jelzi, nem szolgál a cikkben szereplő információk forrásmegjelöléseként.